# Le Click
Le Click — немецкая евродэнс-группа.

## История
Le Click был одним из двух параллельных проектов компании Blow Up Records (вторым был La Bouche). В обоих проектах солисткой была Мелани Торнтон, но разные мужские участники. Несмотря на то, что первый сингл группы Le Click под названием «Tonight Is The Night» был довольно успешен на американском рынке, продюсеры сочли более перспективным проект La Bouche. Однако спустя некоторое время было решено возродить проект Le Click в новом составе участников.
В составе возрождённого Le Click принимали участие шведская певица нигерийского происхождения Кайа Шекони и рэппер Роберт Хейнц. В 1997 году они выпустили несколько синглов и альбом «Tonight Is The Night», после чего прекратили активную деятельность. В 2007 году на iTunes вышел 3-трековый EP под брендом «Le Click» под названием «Let’s Click». Это сессии записи 3 треков с альбомов «S.O.S.» и «A Moment of Love» группы La Bouche, которые не вошли в окончательный вариант.

## Дискография

### Альбомы
- Tonight Is The Night (1997)

### Синглы
- Tonight Is The Night (1994)
- Don’t Go (1997)
- Call Me (1997)
- Heaven’s Got To Be Better (1997)
- Let’s Click! (EP) (2007)